# Фролов, Александр Юрьевич
Фролов Александр Юрьевич (род. 29 января 1990, Оренбург) — российский автогонщик, мастер спорта.

## Общая информация
Учился в гимназии № 4 Оренбурга до 13 лет. С 13 лет стал заниматься мотокроссом и перешёл в частную школу «Олимп» (Оренбург). Впоследствии обучался в Оренбургском государственном университете (транспортный факультет).

## Спортивная карьера
2009 — мастер спорта России по мотоциклетным видам спорта 
2009 — дебютировал в кольцевых гонках 
2009 — RTCC (Туринг-лайт, 12-место)
2010 — Гран-При Москвы "Pulsar 2010 " Суперпродакшн 3- место

2010 — RTCC Суперпродакшн 5- место ,Туринг 8- место ,Национальный 3 место, команда «Вектор-Авто»

2011 — RTCC Туринг 1-е место, команда «Оренбург рэйсинг»

2012 — участие на 2-м зимнем этапе Кубка «МитДжет»

2012 — подписал контракт со швейцарской командой «Maurer Motorsport», будет принимать участие в чемпионате Европы ETCC и немецком чемпионате ADAC Procar на 1,6 литровом Chevrolet Aveo, напарником по команде будет победитель 2011 г. в классе Национальный серии RTCC Вадим Мещеряков..

## Фотогалерея
- № 2 Александр Фролов Команда:Оренбург рэйсинг Автомобиль:Seat Leon , № 1 Михаил Ухов Команда:ТНК racing team Автомобиль:BMW E-90